# Escuela Secundaria Cypress Park
La Escuela Secundaria Cypress Park (Cypress Park High School) es una escuela secundaria (high school) en una área no incorporada del Condado de Harris (Texas). Como parte del Distrito Escolar Independiente de Cypress-Fairbanks (CFISD por sus siglas en inglés), la secundaria se ubicada en la parte suroeste del distrito.

## Historia
CFISD compró el sitio de la secundaria en 2006. El distrito retrasó sus planes para construir una nueva escuela secundaria en el sitio porque la Gran Recesión y cortes de fondos del gobierno estatal de Texas. Después de que el número de estudiantes en CFISD aumentó, CFISD reanudó su plan para construir la nueva secundaria.
Cy-Park es la 11.ª secundaria comprehensiva de CFISD. Tenía un nombre temporal "HS No. 11", y el consejo escolar de CFISD le dio su nombre final en el agosto de 2015. La apertura de Cy-Park alivió la Escuela Secundaria Cypress Lakes y la Escuela Secundaria Cypress Springs. Un bono escolar de 2007 financió la construcción de la escuela.
La secundaria se abrió en el 22 de agosto de 2016. En su primero año tenía los estudiantes del noveno grado (freshmen), con un nuevo grado en cada año, antes la secundaria tiene los grados 9 a 12. La proyección del distrito es que la escuela tendrá 3.000 estudiantes.
El primero director de la secundaria es Chris Hecker; la junta escolar de CFISD contrató a Hecker como el director en 2005; Hecker es el exdirector de la Escuela Intermedia Dean, de CFISD, en Houston. En su primero año escolar tenía 48 profesores.